# Primo Longobardo
Primo Longobardo (* 19. Oktober 1901 in La Maddalena (Sardinien); † 15. Juli 1942 im Atlantik) war ein italienischer Marineoffizier. 

## Militärische Laufbahn
Primo Longobardo wurde an der Marineakademie in Livorno ausgebildet und 1920 zum Leutnant zur See befördert. Nach einigen Jahren Dienst auf See und in La Spezia wurde er 1930 Kommandeur des italienischen Marinekommandos in Tientsin. Nach seiner Rückkehr absolvierte er einen Fortbildungslehrgang und diente dann auf U-Booten, u. a. auf H.4, Sirena, Galilei, Ferraris und Calvi.
Im Zweiten Weltkrieg war er Kommandant der U-Boote Torelli, Toti und Calvi. Im Juli 1942 griff er südlich der Azoren einen alliierten Geleitzug an. Das durch Wasserbomben schwer beschädigte U-Boot Calvi musste anschließend auftauchen und geriet sofort ins feindliche Kreuzfeuer. Longobardo befahl der Besatzung, das Boot zu verlassen, um es dann selbst zu versenken. Longobardo fiel mit einem Teil der Besatzung noch während des Überwasserkampfes. Drei Offiziere und 32 Unteroffiziere und Mannschaften der Calvi wurden gerettet.
Die italienische Marine benannte in den 1980er Jahren ein U-Boot der Sauro-Klasse nach Primo Longobardo (das vierte Baulos der Klasse trägt ebenfalls seinen Namen).